# Fabienne Georis
Fabienne Georis (Liegi, 10 febbraio 1965) è un'ex cestista belga.

## Carriera
Con il Belgio ha disputato i Campionati europei del 1985.